# 斯潘塞布魯克鎮區 (明尼蘇達州伊善提縣)
斯潘塞布魯克鎮區（英語：Spencer Brook Township）是位於美國明尼蘇達州伊善提縣的一個行政鎮區。

## 地方資料
斯潘塞布魯克鎮區的面積為91.65平方千米，當中陸地面積為87.30平方千米，而水域面積為4.35平方千米。根據2020年美國人口普查的數據，當地共有人口1670人，而人口密度為每平方千米18.22人。